# Brylcream Boulevard
Brylcream Boulevard is een Belgisch-Nederlandse speelfilm van Robbe De Hert uit 1995. Dit is het vervolg op de film Blueberry Hill uit 1989.

## Verhaal
Antwerpen, vijf jaar later (rond 1963). Dezelfde vrienden van de 5-Metaal, de meest beruchte klas uit de geschiedenis van het Technisch Onderwijs, ontmoeten elkaar weer, ze zijn nu een jaar of 25. Ze slaan de handen ineen om de zelfmoord van hun schoolvriend uit Blueberry Hill te wreken. De autoritaire schoolsecretaris Verbiest (Aendenboom), bijgenaamd de Cactus, heeft inmiddels carrière gemaakt bij het Ministerie. Hij vat het plan op om een liefdadigheidsactie te organiseren in samenwerking met de televisie. Johan de Pauw (Dröge), lobbyist van een bank, sponsort het initiatief, voornamelijk omdat hij in Verbiest een toekomstig minister ziet en door de steun elke toekomstige wens van de bank in een wet zal zien omgezet. De vroegere leerlingen van Verbiest zien in het slotgala van de liefdadigheidscampagne op televisie een ideale gelegenheid voor wraak op de gewezen secretaris. Vooral omdat Verbiest Jeanine (Heijnen) in café Milord aangevallen heeft. Zij moest daardoor naar een ziekenhuis worden afgevoerd. Ze zetten hem zo voor schut dat dit een fatale afloop zal hebben

## Rolverdeling
| Acteur               | Personage                 | Opmerkingen          |
| -------------------- | ------------------------- | -------------------- |
| Michael Pas          | Robin De Hert             |                      |
| Frank Aendenboom     | schoolsecretaris Verbiest | bijgenaamd de Cactus |
| Babette van Veen     | Kathy                     |                      |
| Hilde Heijnen        | Jeanine                   |                      |
| Gert Jan Dröge       | Johan de Pauw             |                      |
| Stijn Meuris         | Bernard                   |                      |
| Eric Clerckx         | Stafke                    |                      |
| Oliver Windross      | Rudy                      |                      |
| Koen Onghena         | Blondy                    |                      |
| Bart Slegers         | Felix                     |                      |
| Patje De Neve        | Perre                     |                      |
| Blanka Heirman       | Alice De Hert             |                      |
| Jaak Van Assche      | Lou De Hert               |                      |
| Ernst Low            | De Bie                    |                      |
| Guido Maeremans      | Dierckx                   |                      |
| Piet Balfoort        |                           | minister             |
| Koen Van Impe        |                           | kabinetsmedewerker   |
| Marc Van Eeghem      |                           | kabinetsmedewerker   |
| Jappe Claes          | Vleugels                  |                      |
| Tine Balder          | moeder Verbiest           |                      |
| Dré Vandaele         | Brecht                    | voorzitter           |
| Rikkert Van Dijck    | Gerard                    |                      |
| Fred Van Kuyk        | Gust                      |                      |
| Paul Wuyts           | Pol                       |                      |
| Twiggy Bossuyt       | Mariëtte                  |                      |
| John Willaert        |                           | advocaat             |
| Elvira Out           |                           | hoertje              |
| Frank Sheppard       | Blacky                    |                      |
| Leo Rozenstraten     | Van Passel                |                      |
| Marilou Mermans      |                           | directrice           |
| Loes Van den Heuvel  |                           |                      |
| Guido Lauwaert       |                           |                      |
| Andrea Croonenberghs |                           |                      |
| Tom Lenaerts         |                           |                      |
| Jan Leyers           |                           | dokter               |
| P.P. Michiels        | jonge Will Tura           |                      |
| Bert Anciaux         |                           |                      |
| Gerty Christoffels   |                           |                      |
| Bob Davidse          |                           |                      |
| Terry Van Ginderen   |                           |                      |
| Pitti Polak          |                           |                      |
| Adamo                |                           |                      |

## Trivia
- Brylcream Boulevard wordt soms ook als Blueberry Hill 2 aangegeven.
- De opnamen vonden plaats in België (o.a. Brussel, Morlanwelz en Spontin) en Luxemburg.
- De stem van Babette van Veen werd nagesynchroniseerd, omdat ze niet Vlaams genoeg klonk.
- De film ging in première op het 22ste Internationaal Filmfestival van Vlaanderen.